# Schloss Kischau

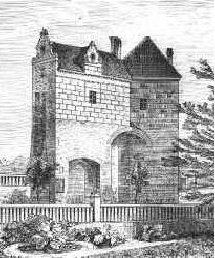
Eingangstor des ehemaligen Deutschordensschlosses Kischau (um 1880)

Schloss Kischau, früher Schloß Kyschau (polnisch Zamek Kiszewski), ist eine mittelalterliche ehemalige Ordensburg des Deutschen Ordens bei dem Dorf Stara Kiszewa (deutsch Alt Kischau) im Powiat Kościerski der polnischen Woiwodschaft Pommern. Das Schloss war namensgebend für die ehemaligen Guts- und Amtsbezirke und das heutige Schulzenamt.

## Geographische Lage

Schloss Kischau, östlich des Dorfes Alt Kischau, beide Orte am Flüsschen Ferse gelegen, auf einer Landkarte von 1913

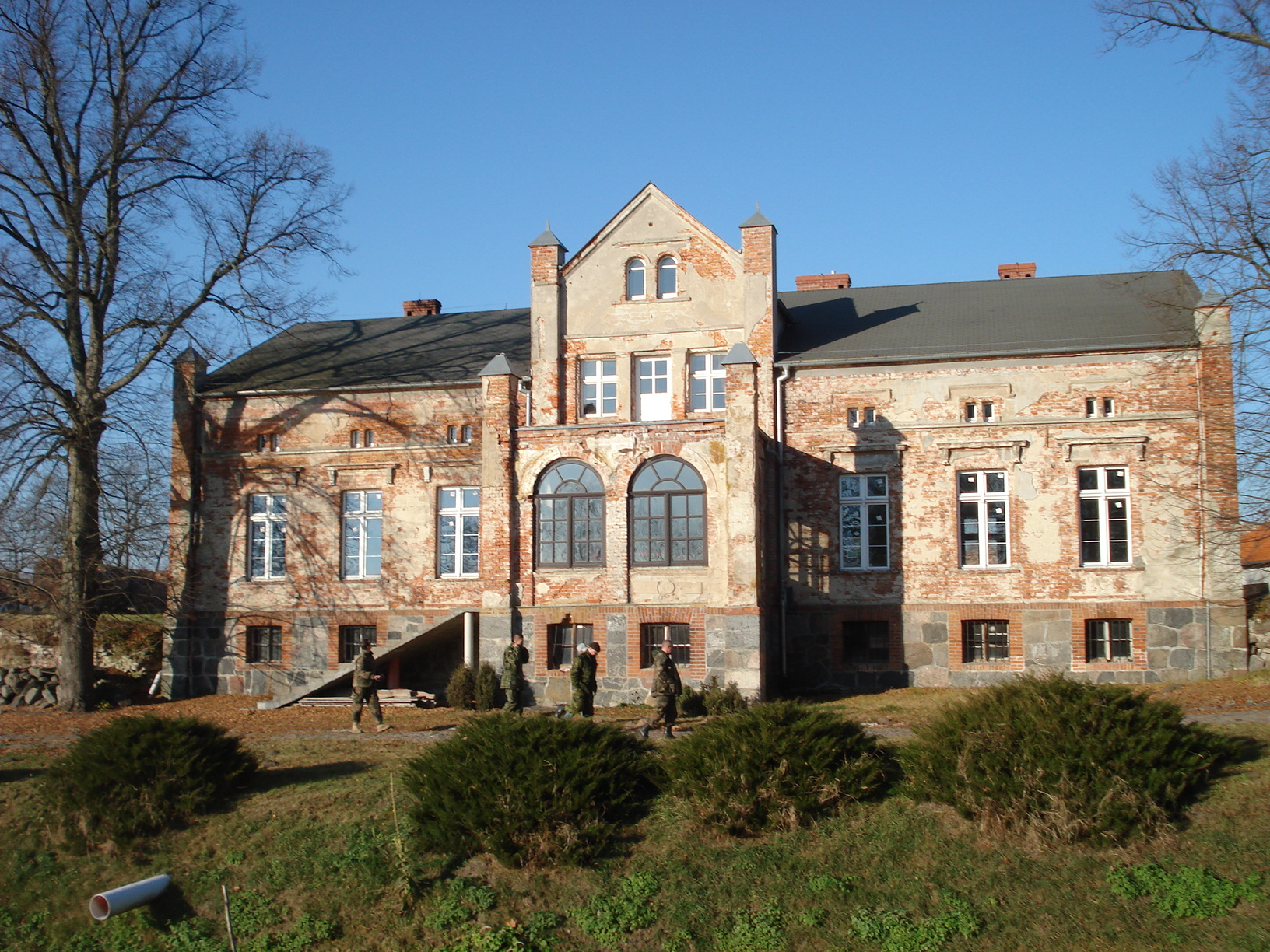
Ehemaliges Herrenhaus des Guts Schloss Kischau (Aufnahme 2010)

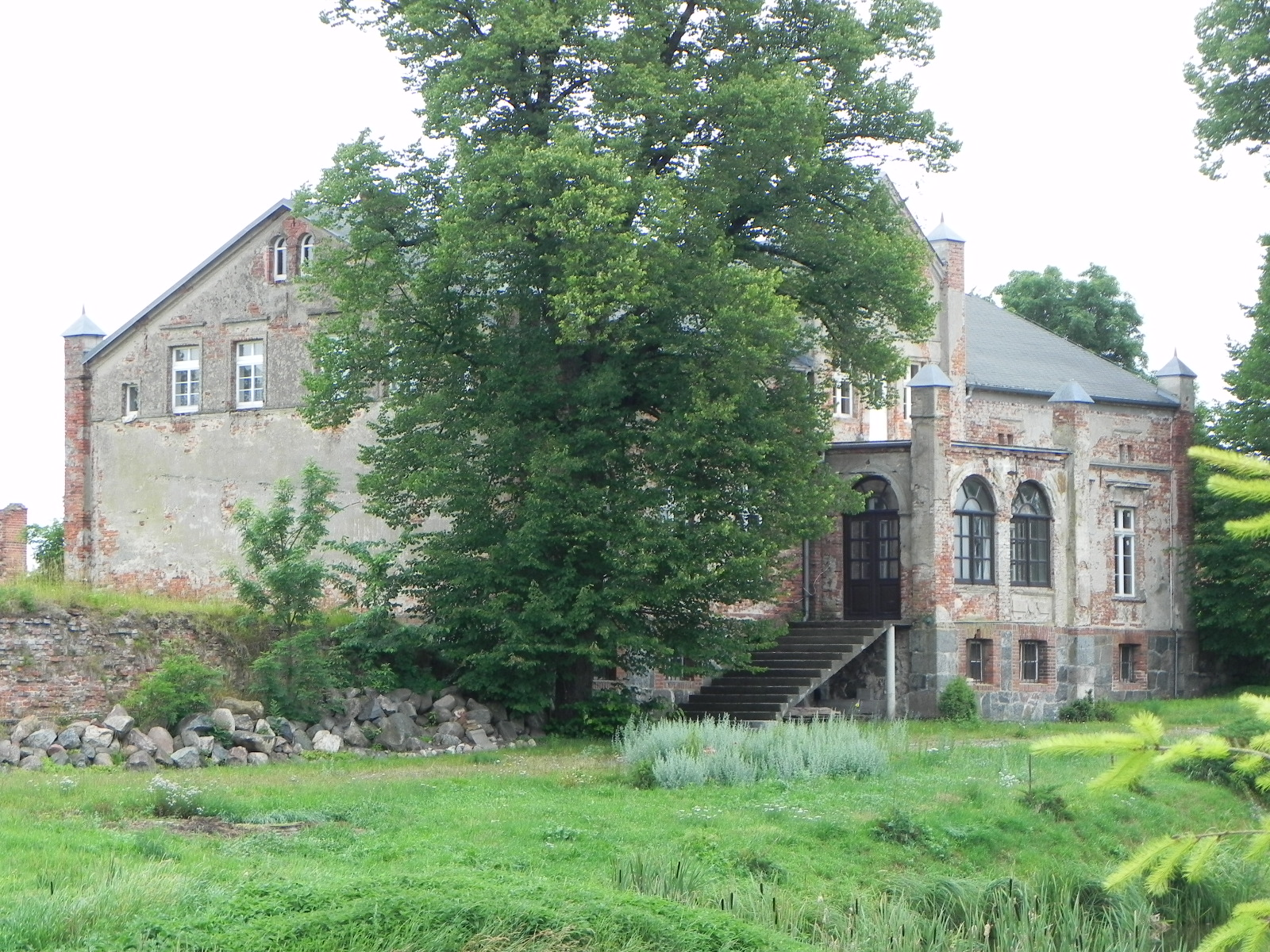
Gutshaus aus anderer Perspektive (Aufnahme 2011)

Das Schloss liegt in der historischen Landschaft Pommerellen am Flüsschen Wierzyca (Ferse), zwei Kilometer östlich von Stara Kiszewa, etwa 20 Kilometer südöstlich von Kościerzyna (Berent) und 53 Kilometer südwestlich von Danzig.

## Geschichte
Verschiedene Funde zeugen davon, dass die Umgebung des späteren Schlosses schon zu prähistorischer Zeit Siedler anzog. Zu diesen Fundstücken gehören zahlreiche Steinkistengräber, die 1871 bei Straßenbauarbeiten in der Nähe des Schlosses freigelegt wurden, und die Urnen, Gebrauchsgegenstände aus Bronze und Eisen sowie Glasperlen enthielten.
Im Jahr 1289 wird ein Weg erwähnt, der Kyschau mit Costrina, dem heutigen Kościerzyna oder Berent, verbindet.
Kischau entspricht dem früheren Vela (Groß) Kyrseva (1289 Kyshovia, 1290 Kiseva, 1315/16 Kisew, Kyssow), das der pommerellische Herzog Mestwin II. 1281 dem Woiwoden Nikolaus von Kalisch verlieh, 1290 bestätigte und mit den Dörfern Lubna, Danwanow und Dambrowa ausstattete.
Den Burgbezirk mit dem befestigten Schloss Kischau hinterließ der Woiwode Nikolaus seinen Söhnen. Seine jüngeren Söhne übertrugen den Besitz anschließend dem älteren Sohn Jakob, Gutsherr auf Słucs. Als dieser in den geistlichen Stand trat und zum Domherrn von Posen berufen wurde, schenkte er 1316 den gesamten Burgbezirk Kischau dem Deutschen Orden, und zwar mit der Auflage, dass der Orden ihn, falls er sich z. B. uur Weiterbildung an einen anderen Ort begebe, bis an sein Lebensende mit einer bestimmten Geldsumme zu versorgen habe.
Von 1316 bis 1466 befand  sich  Schloss Kischau im Besitz des Deutschordensstaats. Im Jahr 1459 wurde die nur schwach besetzte kleine Burg Kischau erfolglos von den Danzigern  belagert.  Sie wird noch in der Thorner Friedensurkunde von 1466 als Ordensschloss erwähnt. Danach wurde das Schloss Sitz eines Starosten. Bei dem polnischen Historiker Johannes Dlugosch (1415–1480, auch Dugloffus) heißt das Schloss Kiszchow.   Es gehörte mit kurzen Unterbrechungen bis 1772 zur autonomen Provinz Polnisch-Preußen. 1655 befand sich das Schloss unter schwedischer Kontrolle.
Um die Mitte des 18. Jahrhunderts wurde Kischaw als „kleine Stadt und Starostey“ beschrieben; als Alternativnamen werden genannt: Kyschow, Kysov, Kyschau, Keissov und Keisoft, lateinisch Keissovum.
Nach der Teilung Polen-Litauens kam Schloss Kischau 1772 zum Königreich Preußen. Um 1785 umfasste der Gutsbezirk Schloß Kischau ein Vorwerk, das Dorf Schloß Kischau mit 23 Häusern und war Sitz eines königlichen Domänenamts.

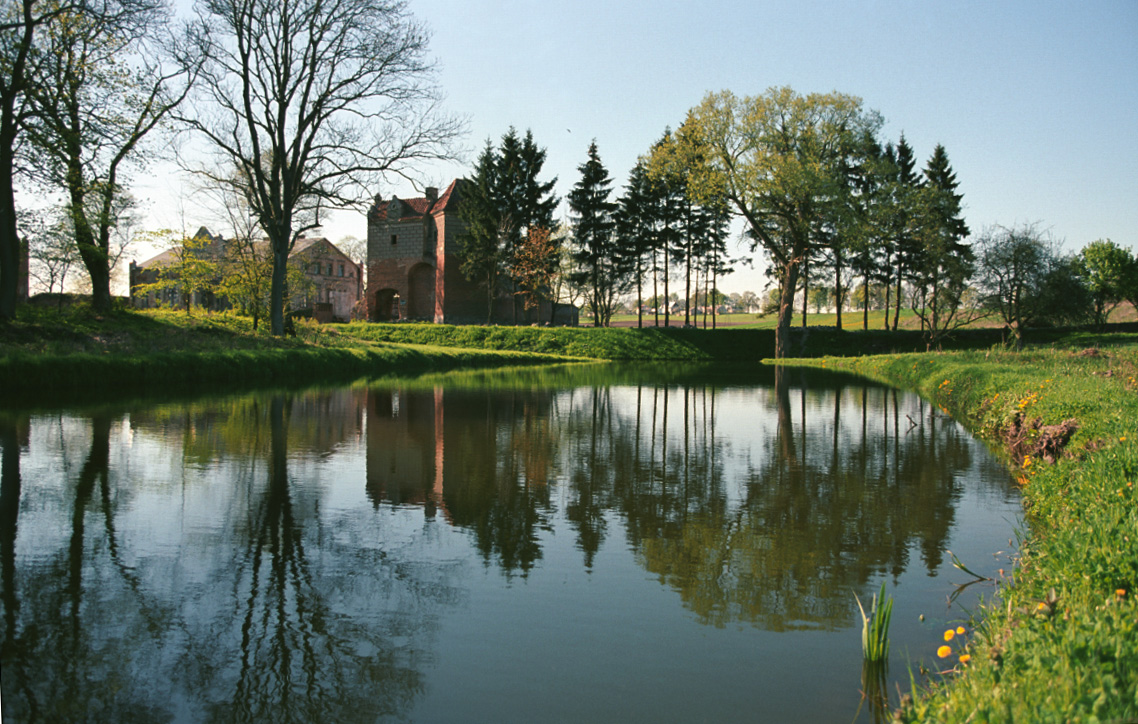
Schlossportal und links im Hintergrund das Gutshaus (Aufnahme 2007)
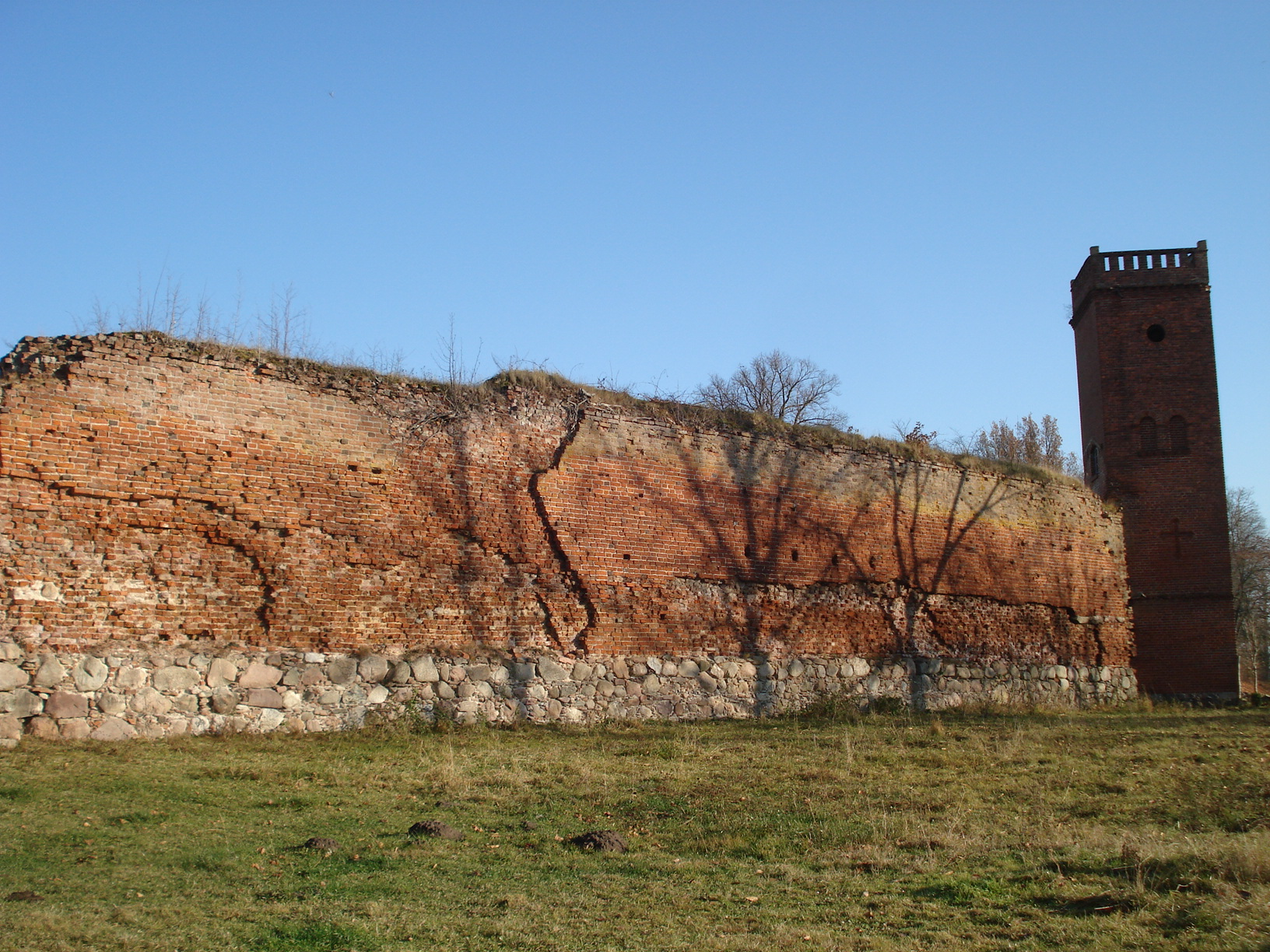
Fragment der alten Burgmauer mit einem in der Neuzeit rekonstruierten Burgturm
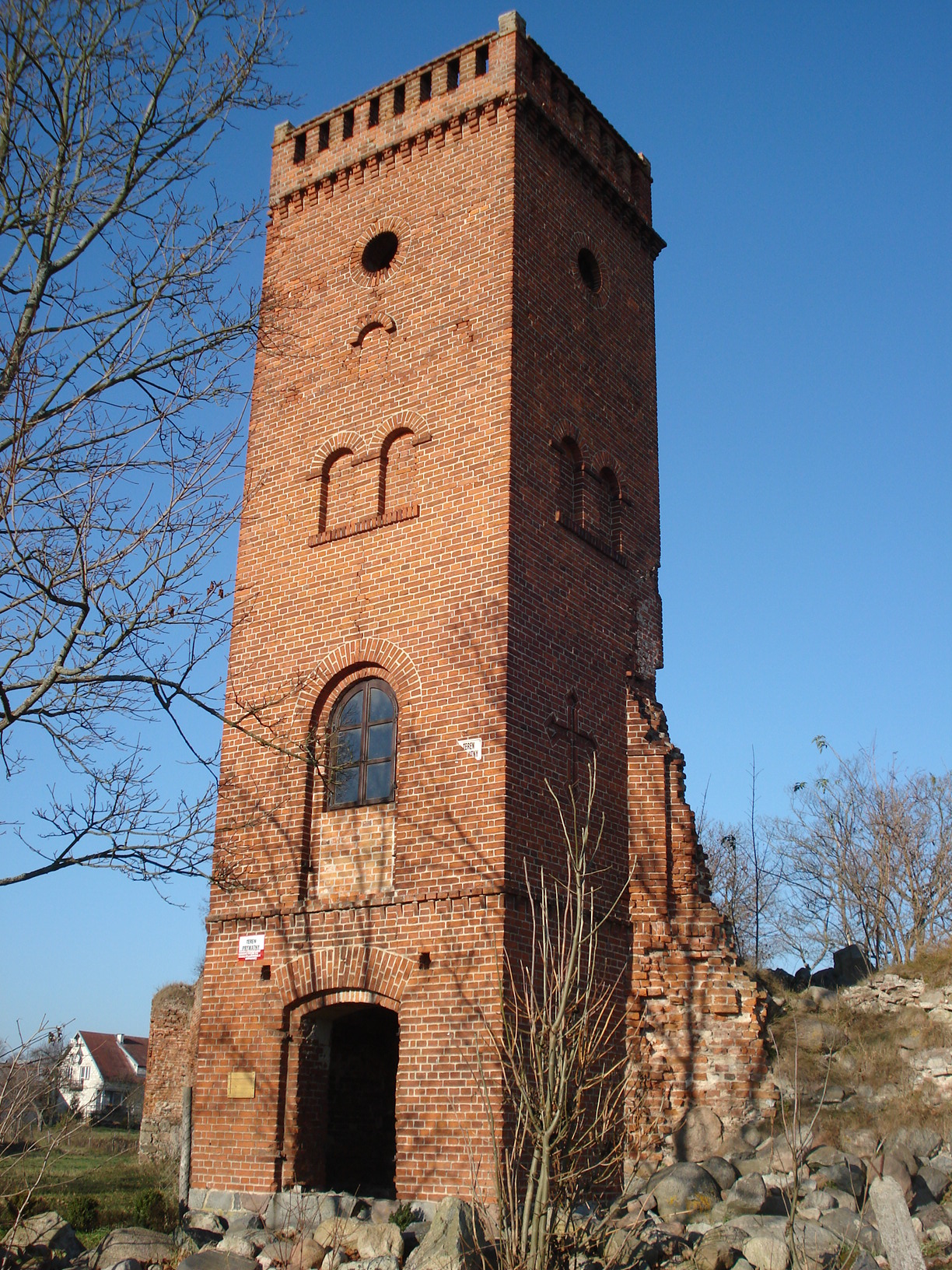
Rekonstruierter Burgturm
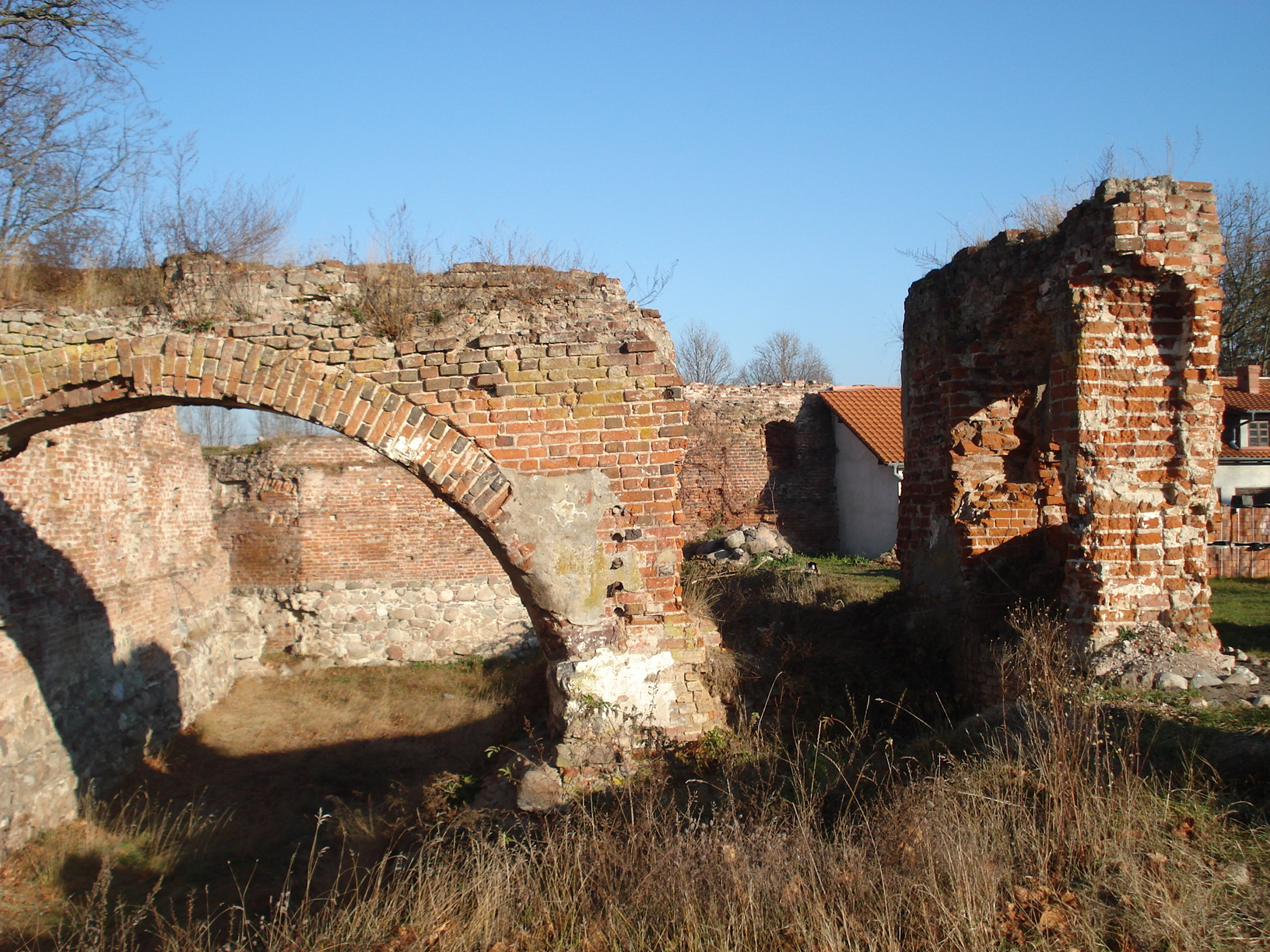
Fragmente der Burgruine

In den ersten Jahren nach den Befreiungskriegen hatten viele Gutsbetriebe in Preußen wirtschaftliche Schwierigkeiten, nicht zuletzt wegen der staatlich angeordneten Regulierung der gutsherrlichen und bäuerlichen Verhältnisse. Im Jahr 1819 wurde das Gut Schloß Kischau, das damals Feuchtgebiete und 40 Hufen bewirtschaftbaren Bodens umfasste, für 2.300 Taler verkauft. Der neue Besitzer konnte jedoch keinen ausreichenden Gewinn erwirtschaften, sodass das Gut versteigert werden musste und für 50 Taler der Finanzbehörde zugeschlagen wurde, die es anschließend einige Jahre lang verpachtete. Danach wurde das Gut von der Finanzbehörde zu einem Kaufpreis von 515 Talern veräußert.  Um 1825 wurde das Gut vom Pächter Joachim Engler bewirtschaftet, der hier u. a. eine 125 Tiere umfassende Merinoschafherde hielt.  1843 wird Engler, der auch das Herrenhaus erbauen ließ, als Besitzer des Guts genannt.
Der 1874 gebildete Amtsbezirk Schloß Kischau gehörte bis zum Ende des Ersten Weltkriegs zum Kreis Berent im westpreußischen Regierungsbezirk Danzig des Deutschen Reichs.
Aufgrund der Bestimmungen des Versailler Vertrags musste die Region mit Schloss Kischau 1920 zum Zweck der Einrichtung des Polnischen Korridors an Polen abgetreten werden. Nach dem Überfall auf Polen 1939 gehörte das Schloss völkerrechtswidrig zum Reichsgau Danzig-Westpreußen. Gegen Ende des Zweiten Weltkriegs wurde die Region im Frühjahr 1945 von der Roten Armee befreit und ging zurück an Polen.

### Bevölkerungsentwicklung
| Jahr | Einwohner | Anmerkungen                        |
| ---- | --------- | ---------------------------------- |
| 1816 | 108       | in 24 Häusern                      |
| 1864 | 155       | am 3. Dezember, in 14 Wohngebäuden |